# Candiru
Candiru (tiếng Anh và tiếng Bồ Đào Nha) hoặc candirú (tiếng Tây Ban Nha), tên khoa học Vandellia cirrhosa, còn được gọi là cañero, là một loài cá da trơn nước ngọt sống ký sinh thuộc họ Trichomycteridae nguồn gốc ở lưu vực sông Amazon, nơi nó được tìm thấy tại các nước Bolivia, Brasil, Colombia, Ecuador và Peru.
Định nghĩa về candiru khác nhau giữa các tác giả. Từ này được sử dụng để chỉ Vandellia cirrhosa, hay toàn bộ chi Vandellia, phân họ Vandelliinae, hoặc thậm chí là hai phân họ Vandelliinae và Stegophilinae.
Mặc dù một số loài cá candiru đã được biết đến có chiều dài tới 40 cm (16 inch), những loài khác thì rất nhỏ. Những loài nhỏ hơn được biết là có xu hướng xâm nhập và ký sinh trong niệu đạo của người, tuy nhiên, mặc cho các báo cáo dân tộc học có niên đại cuối thế kỷ 19, vụ việc candiru ký sinh con người được lập hồ sơ đã không xảy ra cho đến năm 1997, và thậm chí cả sự việc đó vẫn là một vấn đề tranh cãi.

## Mô tả
Candiru là cá nhỏ. Con trưởng thành có thể lớn đến khoảng 40 cm (16 inch) với một cái đầu khá nhỏ và bụng có thể phình to, đặc biệt là sau một bữa ăn máu lớn. Cơ thể trong mờ, nên khá khó để phát hiện nó trong vùng nước đục. Nó có các râu cảm quan ngắn xung quanh đầu, cùng với các gai ngắn, hướng về phía sau trên nắp mang.

## Vị trí và môi trường sống
Candiru (chi Vandellia) sinh sống ở lưu vực sông Amazon và Orinoco của đồng bằng Amazon. Candiru hút máu và ký sinh trên mang của các loài cá Amazon lớn, đặc biệt là cá da trơn của họ Pimelodidae (Siluriformes).

## Các cuộc tấn công trên con người
Mặc dù có những giai thoại khủng khiếp về các cuộc tấn công con người, nhưng rất ít trường hợp đã được xác nhận, và một số câu chuyện được xem là huyền thoại hay mê tín dị đoan.